# Werk Arena (2014)
Die Werk Arena (tschechisch Nová Werk Aréna) ist eine Multifunktionsarena in der tschechischen Stadt Třinec. Sie ist seit 2014 die Hauptspielstätte des Extraligisten HC Oceláři Třinec, einer Eishockeymannschaft. Daneben werden auch anderer Hallensportarten sowie kulturelle und gesellschaftliche Veranstaltungen wie Konzerte ausgetragen. Sie ersetzte die 1967 erbaute alte Werk Arena. Die neue Arena bietet 5.200 Zuschauern Platz.

## Geschichte
Im Oktober 2012 wurde in nördlicher Nachbarschaft zur alten Werk Arena mit dem Bau einer Multifunktionsarena begonnen. Im Juli 2014 begann der Probebetrieb in der 5.200 Zuschauer fassenden Arena. Die erste Partie bestritten am 31. Juli der HC Oceláři Třinec und Bílí Tygři Liberec (6:2). Den ersten Treffer erzielte Martin Adamský. Die neue Arena bietet u. a. Geschäfte, Büros, V.I.P.-Räume und ein Clubrestaurant mit Blick auf die Eisfläche. Unter dem Hallendach hängt ein Videowürfel. Um die Halle wurde die Verkehrsanbindung ausgebaut und es stehen 580 Parkplätze zur Verfügung. Die Kosten beliefen sich auf 700 Mio. CZK (rund 27,2 Mio. €), wovon rund ein Fünftel von der EU finanziert wurden. Im Juni 2016 wurde in direkter Nachbarschaft eine kleine Eishalle namens Mini Werk Arena eröffnet. Die Trainingshalle steht auch Jugendmannschaften, Eiskunstläufern sowie Schlittschuhläufern und Hobbyhockeyspielern offen. In den Bau investierte der HC Oceláři Třinec über 100 Mio. CZK. (etwa vier Mio. €)
Vom 15. bis 17. Juli fand in der Halle von Třinec das Viertelfinalspiel im Davis Cup 2016 zwischen Tschechien und Frankreich (1:3) statt.